# 与野本町通り
与野本町通り（よのほんまちどおり）は、埼玉県さいたま市中央区に位置する埼玉県道165号大谷本郷さいたま線の一部で、本町東六丁目の氷川神社から本町西一丁目の庚申堂に至る通りの通称である。

## 歴史
起源：1587年（天正15年）徳川家康は関東に入り新しい施策を実施する。この施策の一部として、本町地区には南北の道を普請し、短冊状に屋敷地をつくった。小村田氷川神社（本町6丁目）から、南の庚申堂（本町西1丁目）の二又までの1.5㎞を通称「本町通り」という。
1824年（文政7年）頃の与野本町を描いた「与野町絵図」によると市場町と宿場町として栄え、両側に連なる茅葺きの家にまじり瓦葺・漆喰壁の商家が描かれている。与野本町通りは、相模甲斐の二国より陸奥国への往来により栄えた。往還を三分してその区切りに石地蔵を置く。北の地蔵より南を上町、次を中町、南の方を下町という。
与野本町通りは、市の立つ町として栄えてきたため、市場の名残である空間が残っておりその開催場や荷さばきの場になっていたといわれる。さいたま市は与野本町駅周辺地区まちづくりマスタープランとして、歴史・文化等の地域資源を活用しながら、中央区役所をはじめとする公共施設の再編や駅周辺の利便性、住環境の向上等から、暮らしやすく魅力的なまちを目指している。

## 文化的・社会的意義
江戸時代、与野本町通りは鎌倉街道の要所として交易の拠点であった。室町時代の文書として伝わる「市場祭文」には、近郷32ヶ所の市の一つとして与野の市の名が見られ、江戸時代には「四・九の市」として、4と9が付く日に「六斎市」が開かれていた。現在でも通り沿いに残っている蔵造りの家は、通りと家の間に広いスペースがあり、商品の荷捌き場となっていたことがわかる。
昭和初期まで沿道には桜が並び、明治年末に与野を訪れた柳田國男は著書「豆の葉を太陽」に、「桜並木の最も美しきは埼玉県与野町なり、浦和及大宮より各一里あり、春の末に此町へ遊びに行きしに町には市立ち落花街に満ちて夢の国を行くが如くなりき」と記している。

### 与野夏祭り
与野夏祭りは、毎年7月中旬の2日間、与野本町通り周辺で行われている祭り。上町、仲町、下町、上峰の四町の御輿が、1日目は揃いで、2日目はそれぞれ本町通り周辺を渡御（とぎょ）する。宝永年間(1704年〜1711年)から続いていると言われる歴史ある祭り。

## 街並みガイドライン
2015年（平成27年）11月に「与野本町駅周辺地区まちづくりマスタープラン」が策定され、翌年には「与野本町駅周辺地区まちづくり推進協議会」が設立。更に2017年（平成29年）2月には、リーディングプロジェクトの一つとして「歴史を伝える本町通りのまちづくり分科会」が設立され、施策実現に向けた活動を行っている。さらに、2022年（令和4年）3月、本町通り沿道住民による「与野本町通り街並みづくり会議」が設置され、会議において協議を行い、翌年3月に「与野本町通り町並みづくり方針」を策定。将来像を「これまで継承してきた空間を活かし、地域の人や訪れる人が、安心して楽しみながら歩ける与野本町通り」とした。これを受け、2025年（令和7年）2月に「与野本町通り街並みガイドライン」を策定した。

## 地理
大宮台地の東側を流れる鴻沼川と西側を流れる鴨川の間に挟まれている与野支台の標高が一段高い地域を南北に通る街道である。

### 周辺施設
- JR 与野本町駅
- ビーンズ与野本町
- 彩の国さいたま芸術劇場
- 与野中央公園

### アクセス
- JR 埼京線 与野本町駅

### 周辺の寺社仏閣
本町通りには多くの寺社仏閣があり、一部の寺社仏閣では与野七福神を構成している。

#### 与野七福神
- 上町氷川神社 (福禄寿)
- 一山神社 (恵比須神)
- 天祖神社 (寿老神)
- 御嶽社 (弁財天)
- 円乗院 (大黒天)
- 円福寺 (布袋)
- 鈴谷大堂 (毘沙門天)

#### その他の寺社
- 大国社
- 長伝寺
- 正圓寺